# Университет Страйера
Университет Страйера (англ. Strayer University) — американский частный коммерческий университет. В университете обучается около 40 000 студентов с помощью интернет-программ обучения, и в 100 кампусах, расположенных в 24 штатах США. Университет специализируется на образовательных программах для работающих взрослых и предлагает для студентов и выпускников образовательные программы по таким предметам как: бухгалтерский учёт, управление бизнесом, уголовное право, образование, управление медицинскими услугами и информационными технологиями, государственное управление. Он был основан в 1892 году как бизнес-колледж Страйера и позже стал Страйер-колледжем, статус университета получил в 1998 году. Университет Страйера аккредитован Ассоциацией колледжей и школ по программам высшего образования.
В октябре 2013 года, Университет Страйера сообщил, что он будет закрывать 20 своих кампусов в связи с падением численности зачисления на 23 процента.

## Обучение

### Интернет
Более половины студентов обучаются в Интернете, дипломы бакалавриата и степень магистра можно получить через Интернет. По состоянию на февраль 2013 года, из 48 000 от общего числа студентов примерно 29 000 закончили 100 процентов своих курсов через Интернет. Студенты могут также обучаться по программам в кампусе, или обучаться онлайн и в кампусе одновременно.

### Кампусы
Штаб-квартира Университета находятся в Герндоне, штат Вирджиния, кампусы находятся в основном на востоке, юге и западе США. Университет имеет 100 кампусов в городах и пригородных районах, расположенных в 24 штатах США.